# Fussballclub Thun 1898 2020-2021
Questa voce raccoglie le informazioni riguardanti il Fussballclub Thun 1898 nelle competizioni ufficiali della stagione 2020-2021.

## Stagione
Nella stagione 2020-2021 il Thun, allenato da Marc Schneider e Carlos Bernegger, concluse il campionato di Challenge League al 2º posto e perse il doppio spareggio promozione-retrocessione con il Sion. In Coppa Svizzera il Thun fu eliminato al secondo turno dal Lucerna.

## Rosa
| N. |                     | Ruolo | Calciatore          |
| -- | ------------------- | ----- | ------------------- |
| 1  | Svizzera (bandiera) | P     | Andreas Hirzel      |
| 3  | Svizzera (bandiera) | D     | Erik Wyssen         |
| 4  | Svizzera (bandiera) | D     | Miguel Rodrigues    |
| 5  | Giappone (bandiera) | D     | Nikki Havenaar      |
| 6  | Slovenia (bandiera) | C     | Kenan Fatkič        |
| 7  | Svizzera (bandiera) | C     | Miguel Castroman    |
| 8  | Svizzera (bandiera) | C     | Grégory Karlen      |
| 10 | Svizzera (bandiera) | C     | Dominik Schwizer    |
| 11 | Svizzera (bandiera) | A     | Omer Dzonlagic      |
| 14 | Svizzera (bandiera) | A     | Zemerart Lekaj      |
| 15 | Germania (bandiera) | C     | Josué Schmidt       |
| 17 | Svizzera (bandiera) | D     | Noël Wetz           |
| 19 | Svizzera (bandiera) | C     | Justin Roth         |
| 19 | Germania (bandiera) | A     | Gabriel Kyeremateng |

| N. |                          | Ruolo | Calciatore          |
| -- | ------------------------ | ----- | ------------------- |
| 20 | Svizzera (bandiera)      | D     | Chris Kablan        |
| 21 | Svizzera (bandiera)      | A     | Uroš Vašić          |
| 22 | Svizzera (bandiera)      | P     | Nino Ziswiler       |
| 23 | Svizzera (bandiera)      | A     | Joel Fuhrer         |
| 24 | Svizzera (bandiera)      | C     | Magnus Breitenmoser |
| 25 | Svizzera (bandiera)      | C     | Daniel dos Santos   |
| 28 | Liechtenstein (bandiera) | C     | Nicolas Hasler      |
| 29 | Svizzera (bandiera)      | D     | Nias Hefti          |
| 30 | Germania (bandiera)      | C     | Fabian Rüdlin       |
| 33 | Palestina (bandiera)     | A     | Saleh Chihadeh      |
| 34 | Svizzera (bandiera)      | D     | Nicola Sutter       |
| 37 | Liechtenstein (bandiera) | C     | Dennis Salanović    |
| 38 | Iraq (bandiera)          | C     | Hiran Ahmed         |
| 39 | Svizzera (bandiera)      | D     | Sven Joss           |

## Organigramma societario
Area tecnica
- Allenatore: Carlos Bernegger
- Allenatore in seconda: Nelson Ferreira
- Preparatore dei portieri: Patrick Bettoni
- Preparatori atletici: Eric Zürcher

## Calciomercato

### Sessione estiva
| Acquisti | Acquisti            | Acquisti       | Acquisti |
| R.       | Nome                | da             | Modalità |
| -------- | ------------------- | -------------- | -------- |
| A        | Gabriel Kyeremateng | Stoke City U23 |          |
| A        | Omer Dzonlagic      | Kriens         |          |
| C        | Fabian Rüdlin       | Friburgo II    |          |
| A        | Nuno Da Silva       | Winterthur     |          |
| C        | Dominik Schwizer    | Vaduz          |          |
| A        | Joel Fuhrer         | Thun II        |          |

| Cessioni | Cessioni         | Cessioni         | Cessioni |
| R.       | Nome             | a                | Modalità |
| -------- | ---------------- | ---------------- | -------- |
| A        | Hassane Bandé    | Jong Ajax        |          |
| A        | Ridge Munsy      | Kickers Würzburg |          |
| C        | Matteo Tosetti   | Sion             |          |
| C        | Leonardo Bertone | SK Beveren       |          |
| C        | Basil Stillhart  | San Gallo        |          |
| P        | Guillaume Faivre | Young Boys       |          |
| A        | Simone Rapp      | Losanna          |          |

### Sessione invernale
| Acquisti | Acquisti | Acquisti | Acquisti |
| R.       | Nome     | da       | Modalità |
| -------- | -------- | -------- | -------- |

| Cessioni | Cessioni      | Cessioni     | Cessioni |
| R.       | Nome          | a            | Modalità |
| -------- | ------------- | ------------ | -------- |
| A        | Nuno Da Silva | Grasshoppers |          |

## Risultati

### Challenge League

#### Prima fase, girone di andata
| Arbitro: | Staubli |

|                       |           |                   |
| Munsy 6’ Schwizer 41’ | Marcatori | 52’, 63’ Lahiouel |

| Arbitro: | Tschudi |

|                                            |           |            |
| Muntwiler 57’ (rig.) Fazliu 58’ Ballet 69’ | Marcatori | 34’ Rüdlin |

| Arbitro: | Schärer |

|              |           |                                   |
| Chihadeh 74’ | Marcatori | 12’ Mveng 57’ Mafouta 90’ Nuzzolo |

| Arbitro: | Huwiler |

|  |           |                              |
|  | Marcatori | 64’ Kyeremateng 74’ Da Silva |

| Arbitro: | Gianforte |

|  |           |           |
|  | Marcatori | 78’ Pepsi |

| Arbitro: | Schärli |

|                |           |                           |
| Yesilcayir 58’ | Marcatori | 10’ Da Silva 87’ Chihadeh |

| Arbitro: | Staubli |

|              |           |  |
| Chihadeh 84’ | Marcatori |  |

| Arbitro: | Jaccottet |

|           |           |                   |
| Ponde 90’ | Marcatori | 55’ (rig.) Fatkič |

| Arbitro: | Cibelli |

|                 |           |                    |
| Vukasinovic 90’ | Marcatori | 54’ (aut.) Bunjaku |

#### Prima fase, girone di ritorno
| Arbitro: | Cibelli |

|                                        |           |  |
| Hefti 34’ Rüdlin 62’ Fatkič 90’ (rig.) | Marcatori |  |

| Arbitro: | Turkeš |

|                                        |           |  |
| Kyeremateng 60’ (rig.), 69’ Karlen 71’ | Marcatori |  |

| Thun 5 dicembre 2020, ore 18:15 CET 12ª giornata | Thun        | 0 – 0 referto | Winterthur | Stockhorn Arena (0 spett.)\| Arbitro: \| von Mandach \| |
| Arbitro:                                         | von Mandach |               |            |                                                         |

| Arbitro: | Wolfensberger |

|                                       |           |                  |
| Kablan 31’ Havenaar 85’ Salanović 88’ | Marcatori | 73’ (rig.) Ponde |

| Arbitro: | Jancevski |

|            |           |                     |
| Morina 84’ | Marcatori | 37’ Wetz 60’ Hasler |

| Arbitro: | Wolfensberger |

|                                           |           |            |
| Spadanuda 23’ Wetz 65’ (aut.) Aratore 90’ | Marcatori | 70’ Hasler |

| Arbitro: | Schnyder |

|                       |           |             |
| Da Silva 4’, 16’, 73’ | Marcatori | 77’ Prtajin |

| Arbitro: | Turkeš |

|              |           |                                      |
| Lahiouel 57’ | Marcatori | 22’ Fatkič 30’ Da Silva 78’ Chihadeh |

| Arbitro: | Huwiler |

|                              |           |  |
| Kukeli 26’ (aut.) Karlen 59’ | Marcatori |  |

#### Seconda fase, girone di andata
| Arbitro: | von Mandach |

|  |           |                                 |
|  | Marcatori | 21’, 36’ Dzonlagic 69’ Schwizer |

| Arbitro: | Hänni |

|  |           |                          |
|  | Marcatori | 40’ Schmid 72’ Cvetković |

| Arbitro: | Wolfensberger |

|                                            |           |  |
| Del Toro 4’ Rodríguez 22’, 73’ Pollero 37’ | Marcatori |  |

| Arbitro: | Kanagasingam |

|  |           |                            |
|  | Marcatori | 66’ Schneuwly 89’ Lahiouel |

| Arbitro: | Horisberger |

|                                                    |           |                                 |
| Almeida 7’, 37’ Stojilković 88’ Aratore 90’ (rig.) | Marcatori | 59’ Chihadeh 63’ (aut.) Bergsma |

| Arbitro: | Thies |

|                 |           |  |
| Kyeremateng 76’ | Marcatori |  |

| Arbitro: | Turkeš |

|                      |           |                             |
| Alves 84’ Ltaief 90’ | Marcatori | 3’ Hasler 29’, 62’ Chihadeh |

| Arbitro: | Staubli |

|              |           |            |
| Manicone 16’ | Marcatori | 28’ Karlen |

| Arbitro: | Staubli |

|                                         |           |                   |
| Chihadeh 49’ Santos 81’ Kyeremateng 90’ | Marcatori | 53’ (rig.) Fazliu |

#### Seconda fase, girone di ritorno
| Arbitro: | von Mandach |

|                        |           |                                   |
| Amdouni 55’ Mbenza 90’ | Marcatori | 6’ Kablan 36’ Havenaar 64’ Sutter |

| Thun 16 aprile 2021, ore 20:00 CEST 29ª giornata | Thun      | 0 – 0 referto | Neuchâtel Xamax | Stockhorn Arena (0 spett.)\| Arbitro: \| Gianforte \| |
| Arbitro:                                         | Gianforte |               |                 |                                                       |

| Arbitro: | Cibelli |

|           |           |                         |
| Pepsi 52’ | Marcatori | 18’ Santos 21’ Schwizer |

| Arbitro: | Staubli |

|                                  |           |             |
| Schmid 43’ Lenjani 51’ Pusic 62’ | Marcatori | 7’ Chihadeh |

| Arbitro: | von Mandach |

|                                  |           |  |
| Schwizer 45’ (rig.) Havenaar 72’ | Marcatori |  |

| Arbitro: | Schärli |

|             |           |              |
| Berisha 10’ | Marcatori | 55’ Chihadeh |

| Arbitro: | Wolfensberger |

|            |           |  |
| Santos 72’ | Marcatori |  |

| Arbitro: | Cibelli |

|            |           |                                  |
| Sutter 81’ | Marcatori | 42’, 65’ Almeida 90’ Stojilković |

| Arbitro: | Piccolo |

|            |           |                            |
| Kamber 54’ | Marcatori | 21’ Chihadeh 70’ Dzonlagic |

### Spareggio promozione-retrocessione
| Arbitro: | Schärer |

|               |           |                                                 |
| Salanović 89’ | Marcatori | 13’, 63’ (rig.) Hoarau 15’ Tosetti 86’ Uldriķis |

| Arbitro: | San |

|                |           |                                       |
| Tupta 30’, 45’ | Marcatori | 3’ Dzonlagic 38’ Schmidt 55’ Havenaar |

### Coppa Svizzera
| Arbitro: | Schnyder |

|  |           |            |
|  | Marcatori | 58’ Schulz |

## Statistiche

### Statistiche di squadra
| Competizione                       | Punti | In casa | In casa | In casa | In casa | In casa | In casa | In trasferta | In trasferta | In trasferta | In trasferta | In trasferta | In trasferta | Totale | Totale | Totale | Totale | Totale | Totale | DR  |
| Competizione                       | Punti | G       | V       | N       | P       | Gf      | Gs      | G            | V            | N            | P            | Gf           | Gs           | G      | V      | N      | P      | Gf     | Gs     | DR  |
| ---------------------------------- | ----- | ------- | ------- | ------- | ------- | ------- | ------- | ------------ | ------------ | ------------ | ------------ | ------------ | ------------ | ------ | ------ | ------ | ------ | ------ | ------ | --- |
| Challenge League                   | 64    | 18      | 10      | 3       | 5       | 26      | 16      | 18           | 9            | 4            | 5            | 31           | 30           | 36     | 19     | 7      | 10     | 57     | 46     | +11 |
| Spareggio promozione-retrocessione | -     | 1       | 0       | 0       | 1       | 1       | 4       | 1            | 1            | 0            | 0            | 3            | 2            | 2      | 1      | 0      | 1      | 4      | 6      | -2  |
| Coppa Svizzera                     | -     | 1       | 0       | 0       | 1       | 0       | 1       | 0            | 0            | 0            | 0            | 0            | 0            | 1      | 0      | 0      | 1      | 0      | 1      | -1  |
| Totale                             | 64    | 21      | 11      | 3       | 7       | 31      | 24      | 20           | 10           | 4            | 6            | 34           | 34           | 41     | 21     | 7      | 13     | 65     | 58     | +7  |

### Andamento in campionato
| Giornata  | 1 | 2 | 3 | 4 | 5 | 6 | 7 | 8 | 9 | 10 | 11 | 12 | 13 | 14 | 15 | 16 | 17 | 18 | 19 | 20 | 21 | 22 | 23 | 24 | 25 | 26 | 27 | 28 | 29 | 30 | 31 | 32 | 33 | 34 | 35 | 36 |
| --------- | - | - | - | - | - | - | - | - | - | -- | -- | -- | -- | -- | -- | -- | -- | -- | -- | -- | -- | -- | -- | -- | -- | -- | -- | -- | -- | -- | -- | -- | -- | -- | -- | -- |
| Luogo     | C | T | C | T | C | T | C | T | T | C  | C  | C  | C  | T  | T  | C  | T  | C  | T  | C  | T  | C  | T  | C  | T  | T  | C  | T  | C  | T  | T  | C  | T  | C  | C  | T  |
| Risultato | N | P | P | V | P | V | V | N | N | V  | V  | N  | V  | V  | P  | V  | V  | V  | V  | P  | P  | P  | P  | V  | V  | N  | V  | V  | N  | V  | P  | V  | N  | V  | P  | V  |
| Posizione | 5 | 7 | 9 | 8 | 9 | 9 | 6 | 6 | 6 | 4  | 3  | 5  | 3  | 2  | 6  | 3  | 2  | 2  | 2  | 2  | 3  | 3  | 3  | 3  | 2  | 2  | 2  | 2  | 2  | 2  | 2  | 2  | 2  | 2  | 2  | 2  |

Legenda:

Luogo: C = Casa; T = Trasferta. Risultato: V = Vittoria; N = Pareggio; P = Sconfitta.

### Statistiche dei giocatori
| Giocatore       | Barrage Super League | Barrage Super League | Barrage Super League | Barrage Super League | Challenge League | Challenge League | Challenge League | Challenge League | Coppa Svizzera | Coppa Svizzera | Coppa Svizzera | Coppa Svizzera | Totale   | Totale | Totale      | Totale     |
| Giocatore       | Presenze             | Reti                 | Ammonizioni          | Espulsioni           | Presenze         | Reti             | Ammonizioni      | Espulsioni       | Presenze       | Reti           | Ammonizioni    | Espulsioni     | Presenze | Reti   | Ammonizioni | Espulsioni |
| --------------- | -------------------- | -------------------- | -------------------- | -------------------- | ---------------- | ---------------- | ---------------- | ---------------- | -------------- | -------------- | -------------- | -------------- | -------- | ------ | ----------- | ---------- |
| H. Ahmed        | 1                    | 0                    | 0                    | 0                    | 6                | 0                | 0                | 0                | 1              | 0              | 0              | 0              | 8        | 0      | 0           | 0          |
| H. Bandé        | 2                    | 0                    | 0                    | 0                    | 0                | 0                | 0                | 0                | 0              | 0              | 0              | 0              | 2        | 0      | 0           | 0          |
| L. Bertone      | 2                    | 1                    | 0                    | 0                    | 0                | 0                | 0                | 0                | 0              | 0              | 0              | 0              | 2        | 1      | 0           | 0          |
| M. Breitenmoser | 2                    | 0                    | 0                    | 0                    | 13               | 0                | 4                | 0                | 1              | 0              | 0              | 0              | 16       | 0      | 4           | 0          |
| M. Castroman    | 1                    | 0                    | 0                    | 0                    | 0                | 0                | 0                | 0                | 0              | 0              | 0              | 0              | 1        | 0      | 0           | 0          |
| S. Chihadeh     | 0                    | 0                    | 0                    | 0                    | 34               | 11               | 3                | 0                | 1              | 0              | 0              | 0              | 35       | 11     | 3           | 0          |
| O. Dzonlagic    | 0                    | 0                    | 0                    | 0                    | 24               | 3                | 4                | 0                | 0              | 0              | 0              | 0              | 24       | 3      | 4           | 0          |
| G. Faivre       | 2                    | 0                    | 0                    | 0                    | 0                | 0                | 0                | 0                | 0              | 0              | 0              | 0              | 2        | 0      | 0           | 0          |
| K. Fatkič       | 1                    | 0                    | 0                    | 0                    | 27               | 3                | 10               | 0                | 1              | 0              | 0              | 0              | 29       | 3      | 10          | 0          |
| J. Fuhrer       | 0                    | 0                    | 0                    | 0                    | 3                | 0                | 0                | 0                | 0              | 0              | 0              | 0              | 3        | 0      | 0           | 0          |
| S. Glarner      | 1                    | 0                    | 0                    | 0                    | 0                | 0                | 0                | 0                | 0              | 0              | 0              | 0              | 1        | 0      | 0           | 0          |
| N. Hasler       | 2                    | 0                    | 1                    | 0                    | 24               | 3                | 0                | 0                | 0              | 0              | 0              | 0              | 26       | 3      | 1           | 0          |
| N. Havenaar     | 2                    | 0                    | 0                    | 0                    | 32               | 3                | 8                | 0                | 1              | 0              | 0              | 0              | 35       | 3      | 8           | 0          |
| N. Hefti        | 2                    | 0                    | 0                    | 0                    | 34               | 1                | 3                | 0                | 1              | 0              | 0              | 0              | 37       | 1      | 3           | 0          |
| A. Hirzel       | 0                    | 0                    | 0                    | 0                    | 36               | 0                | 0                | 0                | 1              | 0              | 0              | 0              | 37       | 0      | 0           | 0          |
| S. Joss         | 1                    | 0                    | 0                    | 0                    | 11               | 0                | 2                | 0                | 1              | 0              | 1              | 0              | 13       | 0      | 3           | 0          |
| C. Kablan       | 0                    | 0                    | 0                    | 0                    | 31               | 2                | 7                | 0                | 0              | 0              | 0              | 0              | 31       | 2      | 7           | 0          |
| G. Karlen       | 2                    | 0                    | 0                    | 0                    | 35               | 3                | 3                | 0                | 1              | 0              | 0              | 0              | 38       | 3      | 3           | 0          |
| G. Kyeremateng  | 0                    | 0                    | 0                    | 0                    | 29               | 5                | 3                | 0                | 0              | 0              | 0              | 0              | 29       | 5      | 3           | 0          |
| Z. Lekaj        | 0                    | 0                    | 0                    | 0                    | 1                | 0                | 0                | 0                | 0              | 0              | 0              | 0              | 1        | 0      | 0           | 0          |
| R. Munsy        | 2                    | 1                    | 0                    | 0                    | 3                | 1                | 0                | 0                | 1              | 0              | 0              | 0              | 6        | 2      | 0           | 0          |
| S. Rapp         | 2                    | 1                    | 0                    | 0                    | 0                | 0                | 0                | 0                | 0              | 0              | 0              | 0              | 2        | 1      | 0           | 0          |
| M. Rodrigues    | 0                    | 0                    | 0                    | 0                    | 13               | 0                | 0                | 0                | 0              | 0              | 0              | 0              | 13       | 0      | 0           | 0          |
| J. Roth         | 0                    | 0                    | 0                    | 0                    | 4                | 0                | 0                | 0                | 0              | 0              | 0              | 0              | 4        | 0      | 0           | 0          |
| F. Rüdlin       | 0                    | 0                    | 0                    | 0                    | 30               | 2                | 5                | 0                | 1              | 0              | 0              | 0              | 31       | 2      | 5           | 0          |
| D. Salanović    | 0                    | 0                    | 0                    | 0                    | 23               | 1                | 0                | 0                | 0              | 0              | 0              | 0              | 23       | 1      | 0           | 0          |
| D. Santos       | 0                    | 0                    | 0                    | 0                    | 16               | 3                | 2                | 0                | 0              | 0              | 0              | 0              | 16       | 3      | 2           | 0          |
| J. Schmidt      | 0                    | 0                    | 0                    | 0                    | 12               | 0                | 0                | 0                | 0              | 0              | 0              | 0              | 12       | 0      | 0           | 0          |
| D. Schwizer     | 0                    | 0                    | 0                    | 0                    | 33               | 4                | 4                | 1                | 1              | 0              | 0              | 0              | 34       | 4      | 4           | 1          |
| N. Silva        | 0                    | 0                    | 0                    | 0                    | 18               | 6                | 3                | 0                | 1              | 0              | 0              | 0              | 19       | 6      | 3           | 0          |
| B. Stillhart    | 2                    | 0                    | 0                    | 0                    | 0                | 0                | 0                | 0                | 0              | 0              | 0              | 0              | 2        | 0      | 0           | 0          |
| N. Sutter       | 2                    | 0                    | 0                    | 0                    | 31               | 2                | 7                | 0                | 1              | 0              | 1              | 0              | 34       | 2      | 8           | 0          |
| M. Tosetti      | 2                    | 0                    | 1                    | 0                    | 0                | 0                | 0                | 0                | 0              | 0              | 0              | 0              | 2        | 0      | 1           | 0          |
| U. Vašić        | 0                    | 0                    | 0                    | 0                    | 9                | 0                | 0                | 0                | 0              | 0              | 0              | 0              | 9        | 0      | 0           | 0          |
| N. Wetz         | 0                    | 0                    | 0                    | 0                    | 23               | 1                | 3                | 0                | 0              | 0              | 0              | 0              | 23       | 1      | 3           | 0          |
| E. Wyssen       | 0                    | 0                    | 0                    | 0                    | 0                | 0                | 0                | 0                | 0              | 0              | 0              | 0              | 0        | 0      | 0           | 0          |
| N. Ziswiler     | 0                    | 0                    | 0                    | 0                    | 0                | 0                | 0                | 0                | 0              | 0              | 0              | 0              | 0        | 0      | 0           | 0          |